# Zuidoostelijk Schiereiland
Het Zuidoostelijk Schiereiland is een schiereiland van het eiland Sulawesi in Indonesië en ligt grotendeels in de provincie Zuidoost-Sulawesi. Het ligt in het zuidoosten van het eiland tussen de Golf van Tolo in het noordoosten en de Golf van Bone in het zuidwesten. In het zuidoosten ligt de Bandazee. Ten zuiden van het schiereiland liggen de eilanden Muna en Buton.
De grootste stad op het schiereiland is Kendari.